# Хурма десятитычинковая
Хурма десятитычинковая (лат. Diospyros decandra) — вид деревьев рода хурма (Diospyros) семейства  Эбеновые (Ebenaceae).
Небольшое деревце, около 5—6 м высотой. Листья 6—8 см длиной, шириной 3—4 см с острыми кончиками.
Плоды жёлтого цвета, съедобные, 3—5 см в диаметре, могут слегка горчить, обладают приятным ароматом, считаются лекарственными в местной традиционной медицине.
Растение распространено в Индокитае, произрастает на территории Вьетнама, Лаоса, Камбоджи, культивируется в Таиланде, где считается символом провинции Чантхабури. 
Во Вьетнаме популярное дерево, его высаживают в городских жилых районах, парках и около храмов.
Дерево упоминается в популярной Вьетнамкой народной сказке Tấm Cám, в которой разворачивается вьетнамский сюжет аналогичный европейской Золушке.

## Таксономия
Diospyros decandra Lour. Flora Cochinchinensis 1: 227—228. 1790.
Синоним Diospyros packmannii C.B.Clarke Fl. Brit. India 3: 564. 1882.